# 李諤
李谔（?—?），唐朝皇子，是唐德宗李适的第十子，生母不详。
贞元二十一年（805年），李谔被哥哥唐顺宗封为钦王，李谔去世之年不详。

## 延伸阅读
[在维基数据编辑]
 《舊唐書/卷150》，出自刘昫《舊唐書》